# 一関郵便局
一関郵便局（いちのせきゆうびんきょく）は、岩手県一関市にある郵便局である。民営化前の分類では集配普通郵便局であった。局番号は83006。

## 概要
住所：〒021-8799 岩手県一関市大手町6-1

## 沿革
- 1872年8月4日（明治5年7月1日） - 一ノ関郵便受取所として開設[1]。
- 1873年（明治6年）4月1日 - 一ノ関郵便役所となる。
- 1875年（明治8年）1月1日 - 一ノ関郵便局（四等）となる。同年、為替取扱を開始。
- 1876年（明治9年）5月 - 磐井（いわい）郵便局に改称
- 1879年（明治12年）5月5日 - 貯金取扱を開始。
- 1891年（明治24年）8月1日 - 一関郵便電信局となる。
- 1903年（明治36年）4月1日 - 通信官署官制の施行に伴い一関郵便局となる。
- 1955年（昭和30年）8月8日 - 一関市大町から、同市地主町に局舎を新築して移転[2]。
- 1956年（昭和31年）9月1日 - 電話通話および和文電報受付事務の取扱を開始。
- 1986年（昭和61年）11月4日 - 一関市地主町から同市大手町へ移転。
- 1991年（平成3年）10月1日 - 外国通貨の両替および旅行小切手の売買に関する業務取扱を開始。
- 2006年（平成18年）10月2日 - 舞川郵便局および真滝郵便局より集配事務を移管[3]。
- 2007年（平成19年）10月1日 - 民営化に伴い、併設された郵便事業一関支店に一部業務を移管。
- 2012年（平成24年）10月1日 - 日本郵便株式会社の発足に伴い、郵便事業一関支店を一関郵便局に統合。

## 取扱内容
- 郵便、印紙、ゆうパック、内容証明
- 貯金、為替、振替、振込、国際送金、外貨両替、国債、投資信託
- 生命保険、バイク自賠責保険、自動車保険
- ゆうちょ銀行ATM
- 一関市内の一部地域（〒021-xxxx）の集配業務
- ゆうゆう窓口

## 周辺
- 一関病院
- 一関文化センター
- 国道284号
- 磐井川

## アクセス
- JR一ノ関駅（西口）より徒歩約9分
- 岩手県交通バス・東磐交通バス 大町通り停留所下車
- 東北自動車道 一関ICから東へ約3km
- 駐車場あり：20台